# 市村俊和
市村俊和（いちむら としかず、1941年（昭和16年）12月12日 - ）は、日本の武道家、合気道家。
1966年から1986年までスウェーデンに住み、同時期にスウェーデンで合気道を指導した。また、デンマークとフィンランドで責任者として、これら3カ国の居合道の発展に貢献し、フィンランドで初めて合気道の演武を行った。1977年に合気会6段、1969年に居合道で錬士6段を修めた。そして武道の教えに関連して、マクロビオティックと言霊についても指導を行った。

## 来歴
1957年に東京にある合気会本部道場で合気道をはじめ、西尾昭二師範に師事した。1961年、東洋大学に進学後、合気道部(当時同好会)の創立に関わる。1966年、ヤン・ベイメらが本部道場に対して指導者を派遣するよう頼んだ為、ストックホルムに移り、ベイメの道場であるストックホルム合気会、ストックホルム周辺の多くの道場で指導を行った。その後ミナーノに拠点を置いた。
1968年、ストックホルムの北約70キロにあるウプサラに移り、地元のYMCAと協力して新しい道場を始めた。その後道場は名前を変えて、現在ウプサラ合気会と呼ばれている。ウプサラ、ストックホルムなど、スウェーデン各地で教え、フィンランド、デンマーク、ポーランドでセミナーを行った。

## 影響
スウェーデンの合気道における市村の業績には、合気道と居合道を連動させたことが挙げられる。国内では、年配の合気道実践者の多くが居合道の稽古も行っている。西尾昭二の合気道を行うスカンジナビア合気道の一部は、もともと市村からこの教えを受けている。また、スウェーデン語で著書『Aikido』と『Aikido and Aikido och fred』(「合気道と平和」)を書いた。
1986年、市村が日本に戻り、スウェーデンに担当者がいなくなった為、小林保雄がフィンランドを担当し、西尾昭二がデンマークを担当した。その後、市村は神戸に暮らし指圧クリニックを経営した。2011年スウェーデン合気道会の50周年の際し、一時的にスウェーデンに戻り、9月のストックホルムのジュビリートレーニングキャンプで稽古、演武を行った。